# NGC 481
NGC 481 è una galassia ellittica situata nella costellazione della Balena a una distanza di circa 229 milioni di anni luce dalla Terra.
Fu scoperta il 20 novembre 1886 da Lewis A. Swift.